# ... on the Radio (Remember the Days)
... on the Radio (Remember the Days) is de derde single van Nelly Furtado, van haar debuutalbum Whoa, Nelly!. Ook deze single haalde in vele landen een hoge positie in de hitlijsten en werd Alarmschijf in 2002.
De titel van het nummer op het album was "Shit on the Radio (Remember the Days)", maar het eerste woord werd weggepiept en verwijderd uit de titel, zodat deze op de Amerikaanse radio en tv gedraaid kon worden.